# Paul Dunmall
Paul Dunmall est un saxophoniste britannique de jazz. Dunmall commence sa carrière auprès de musiciens folk, parfois bebop puis s'engage sur la scène du free jazz. Improvisateur au style énergique et passionné, il est membre du groupe Mujician depuis 1988 et travaille depuis les années 2000 davantage en indépendant. Il joue aussi de la clarinette et de la cornemuse.

## Biographie

### Jeunesse
À 12 ans, Paul Dunmall étudie la musique pendant cinq ans au The Blackheath Conservatoire of Music, situé près de Londres, et plus particulièrement la clarinette. Au cours de ses études il joue aussi dans un groupe et par lui-même il apprend à jouer du saxophone. En 1969 il rejoint le groupe anglais de rock Marsupilami avec lequel il effectue de nombreux concerts à travers l'Europe. Entre 1973 et 1976, Dunmall joue aux États-Unis. Il collabore notamment avec la pianiste Alice Coltrane et effectue une tournée pendant près d'un an avec le musicien Johnny « Guitar » Watson.

### Carrière
Dunmall s'installe de nouveau en Angleterre à partir de 1976 et travaille avec des musiciens de musique folk comme Kevin Dempsey, Polly Bolton et Martin Jenkins. En 1979 il est avec le pianiste Tim Richards l'un des membres fondateurs du quartet Spirit Level. À partir de 1985, Dunmall intègre le groupe Tenor Tonic composé du saxophoniste ténor Alan Skidmore, de Tony Levin et Paul Rogers puis l'année suivante il crée le Paul Dunmall Quartet, accompagné par Tony Moore, Steve Noble et Alex Maguire. En 1987 il rejoint les membres du groupe d'improvisation London Jazz Composers Orchestra dirigé par le contrebassiste Barry Guy puis cette année-là avec le groupe Whatever du contrebassiste Danny Thompson. Avec le pianiste Keith Tippett, le batteur Tony Levin, Paul Rogers à la contrebasse il forme en 1988 le groupe Mujician avec lequel il enregistre à partir de cette période de nombreux albums jusque dans les années 2000. Dunmall participe aussi au groupe Tapestry de Keith Tipett, travaillant à cette occasion avec le saxophoniste Elton Dean. En duo avec Paul Rogers en 1994, sa tournée de Grande Bretagne est particulièrement remarquée. L'année suivante Dunmall crée un trio jouant parfois en quintet. En 1996, il réalise une tournée avec le British Saxophone Quartet. À partir de 1997 il mène son propre groupe Octet, remarqué en particulier avec l'enregistrement en 1999 de l'album The Great Divide.
En 2000, Dunmall crée avec Philip Gibbs son propre label, la société Duns Limited Editions.

## Discographie sélective

### En leader
| Enregistrement | Nom de l'album                 | Label et notes |
| -------------- | ------------------------------ | --- |
| 1986           | Soliloquy                      | Matchless. |
| 1996           | Essential Expressions          | Cadence Jazz Records. |
| 1997           | Bladik                         | Cuneiform Records. |
| 1999           | Bebop Starburst                | Cuneiform Records. Enregistré en octet, sur des thèmes issus du bebop et joués avec de vigoureuses improvisations.       |
| 1999           | The Great Divide               | Cuneiform Records. Enregistrement studio avec notamment Paul Rutherford et Evan Parker, « une réalisation remarquable ». |
| 2001           | Zooplongoma                    | Duns. |
| 2002           | Bridging the Great Divide Live | Clean Feed. |
| 2002           | Hour Glass                     | Emanem. |
| 2003           | Rylickolum: For Your Pleasure  | Creative Improvised. |
| 2004           | Awareness Response             | Emanem. |
| 2004           | I Wish You Peace               | Cuneiform Records. |
| 2006           | Deep See                       | FMR. |
| 2010           | Identical Sunsets              | ESP-Disk. |

### Collaborations
Liste partielle.
| Enregistrement | Leader           | Nom de l'album            | Label              |
| -------------- | ---------------- | ------------------------- | ------------------ |
| 1997           | Paul Rogers      | Time of Brightness        | Emanem.            |
| 1998           | Mujician         | Colours Fulfilled         | Cuneiform Records. |
| 2000           | Tony Bianco      | Utoma Trio                | Emanem.            |
| 2000           | Mujician         | Bristol Concert           | Cuneiform Records. |
| 2002           | Mujician         | Spacetime                 | Cuneiform Records. |
| 2003           | Robin Williamson | Skirting the River Road   | ECM Records.       |
| 2006           | Mujician         | There's No Going Back Now | Cuneiform Records. |